# Pyrinia optivata
Pyrinia optivata là một loài bướm đêm trong họ Geometridae.